# Georg Friedrich (Nassau-Siegen)

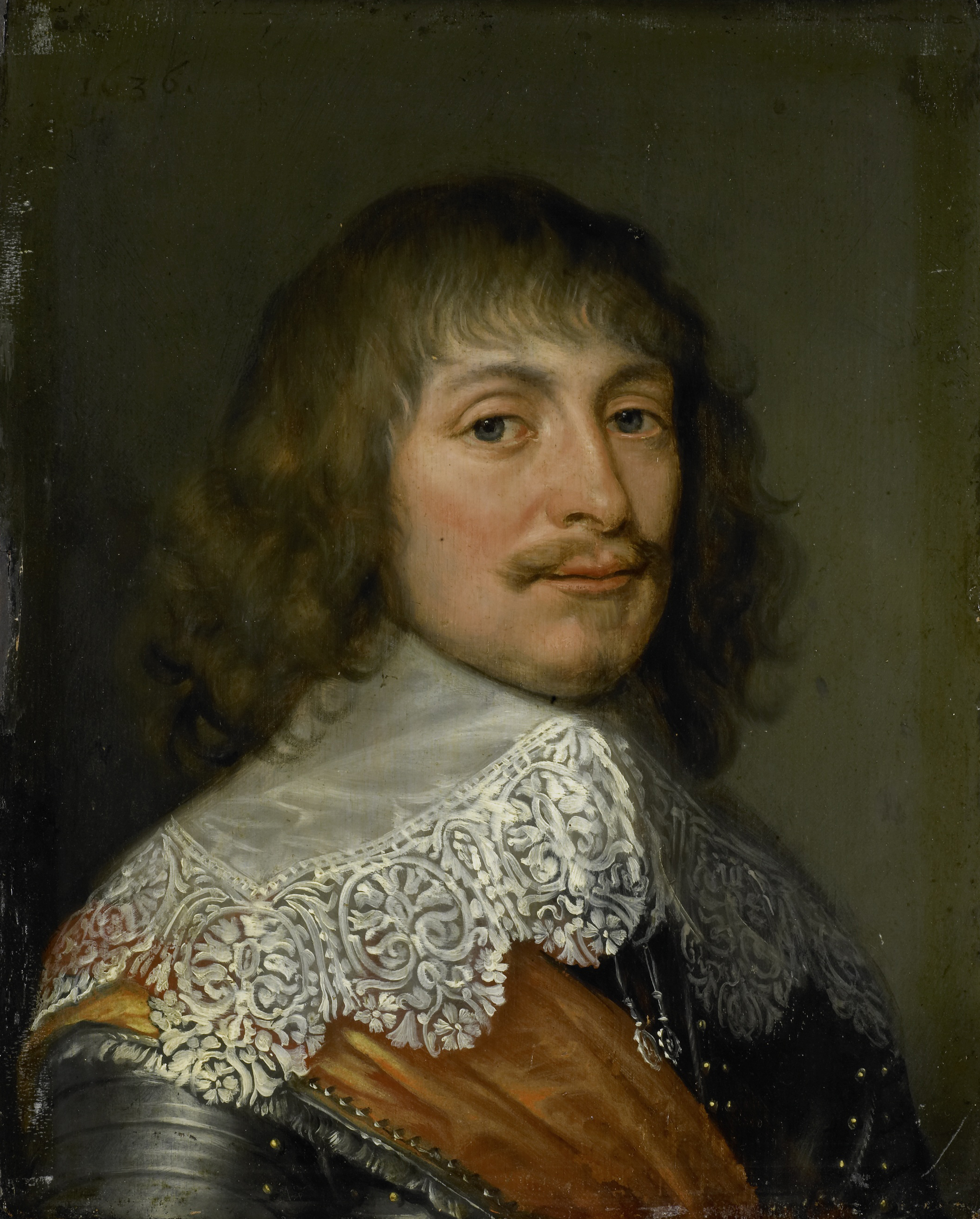
Georg Friedrich von Nassau-Siegen (1636)

Georg Friedrich Ludwig zu Nassau-Siegen, genannt „Fritz“, (* 23. Februar 1606 in Dillenburg; † 2. Oktober 1674 in Bergen op Zoom) war Graf von Nassau-Siegen (ab 1664: Fürst von Nassau-Siegen), Graf zu Katzenelnbogen, Vianden und Diez, Herr zu Beilstein.

## Leben
Georg Friedrich war der Sohn von Johann VII. von Nassau-Siegen (1561–1623) und seiner zweiten Frau Prinzessin Margaretha zu Schleswig-Holstein-Sonderburg (1583–1658). Er hatte zwölf Geschwister sowie zwölf Halbgeschwister aus der ersten Ehe seines Vaters. Sein bekanntester Bruder war Johann Moritz von Nassau-Siegen („Der Brasilianer“) (1604–1679), eine seiner Schwestern Amalia Magdalena von Nassau-Siegen (1613–1669).
Georg Friedrich war Soldat und wurde am 19. November 1627 Hauptmann der Infanterie der Republik der Sieben Vereinigten Niederlande. Am 3. Januar 1633 wurde er Rittmeister bei der Kavallerie. Am 9. Januar 1637 kehrte er als Major zur Infanterie zurück, bei der er am 8. Januar 1642 Oberst wurde.
Georg Friedrich war vom 30. Oktober 1648 bis 1658 Statthalter von Rheinberg. Am 25. Oktober 1658 wurde er Gouverneur von Bergen op Zoom. 1651 wurde er Ritter des höchsten Ordens Dänemarks, dem „Riddere af Elefantordenen“.
Er heiratete am 4. Juni 1647 in 's-Gravenhage (heute: Den Haag) Prinzessin Mauritia Eleonora von Portugal (1609–1674). Die Ehe blieb kinderlos.

## Erbstreit um Nassau-Siegen
Nach dem Tod des Vaters 1623 entbrannte ein jahrzehntelanger Streit um die Grafschaft Nassau-Siegen, der sich mitten in den Wirren des Dreißigjährigen Krieges abspielte. Georg Friedrich war an diesen Auseinandersetzungen zunächst kaum beteiligt, da sie sich vorwiegend unter seinen älteren Brüdern abspielte. Diese unterhielten zwar Hofhaltungen in Siegen und Umgebung, weilten aber als Offiziere in ausländischen Diensten ebenfalls meist auf Kriegsschauplätzen.
Johann VII. hatte ursprünglich seinen ältesten Sohn Johann Ernst als Haupterben der Grafschaft vorgesehen. Nachdem dieser 1617 als venezianischer General gefallen war, beanspruchte sein nächstjüngerer Bruder Johann (VIII.) das väterliche Erbe. Dieser war jedoch bereits 1612 katholisch geworden. Um sein Erbe abzusichern und den Vater zu beruhigen, unterzeichnete er am 31. Dezember 1617 eine Assekurationsakte, in der er zusagte, die reformierte Konfession im Land bei einem Regierungsantritt nicht anzutasten. 1621 verfügte Johann VII. aber aus Sorge um das reformierte Bekenntnis eine Teilung seines Landes in drei Stammteile. Nach diesem neuen Testament sollte der Sohn Johann VIII. ein Drittel der Grafschaft erhalten, während je ein weiteres Drittel an seinen Bruder Wilhelm und an seinen Halbbruder Johann Moritz fallen sollten, die beide Calvinisten waren. Johann VIII. sollte dabei das Obere Schloss in Siegen, Johann Moritz das Untere Schloss und Wilhelm das Amt Hilchenbach, die Burg Ginsburg und die Wilhelmsburg erhalten. Die Stadt Siegen sollte Kondominat aller drei Brüder werden, die auch gemeinschaftlich die Stimmführung auf der Westfälischen Grafenbank des Reichstags ausüben sollten. Die anderen Söhne zweiter Ehe, darunter Georg Friedrich, sollten nicht an der Regierung beteiligt werden.
Nach dem Tod des Vaters 1623 usurpierte Johann VIII. aber mit Hilfe kaiserlicher Truppen, deren General er war, die gesamte Grafschaft. Kaiser Matthias unterstützte ihn, indem er das Testament von 1621 für ungültig erklärte. Mit Hilfe von Jesuiten aus Köln begann Johann VIII. die Rekatholisierung der Grafschaft. Während Johann VIII. auf der spanischen Seite in den Niederlanden und Frankreich kämpfte, besetzen 1632 schwedische Truppen die Grafschaft. Der Älteste aus der zweiten Ehe, Johann Moritz, der im Dienst der protestantischen Republik der Vereinigten Niederlande stand und 1623 von Johann VIII. um sein Erbteil geprellt worden war, nutzte die Gelegenheit, die Macht in der Grafschaft zu ergreifen. Er vertrieb auch sogleich die Jesuiten aus Siegen. 1636 ging er jedoch als Generalgouverneur nach Niederländisch-Brasilien und gleichzeitig wendete sich das Kriegsglück wieder zugunsten der Kaiserlichen, sodass Johann VIII. die Grafschaft wieder in Besitz nehmen und dort seine Rekatholisierung mit Gewalt wiederaufnehmen konnte. 1638 starb Johann VIII., während seine Witwe Ernestine von Ligne mit ihrem minderjährigen Sohn Johann Franz Desideratus auf Schloss Ronse in Flandern lebte, von wo aus sie die Grafschaft fortan verwalten ließen.
Nach der Rückkehr von Johann Moritz aus Brasilien (1644/45) entbrannte vor dem Reichshofrat in Wien eine hitzige Debatte um die widersprüchlichen Verfügungen und Testamente Johanns VII. Schlussendlich ratifizierte Kaiser Ferdinand III. 1648 das umstrittene Testament von 1621 und besiegelte damit die Dreiteilung der ohnehin schon kleinen Grafschaft. Damit blieb ein Drittel (mit dem Oberen Schloss) bei Johann Franz Desideratus als Erbe seines Vaters, ein Drittel (mit dem Unteren Schloss) ging an Johann Moritz und eines wurde für Wilhelm bestätigt. Dieser war jedoch bereits 1642 verstorben und seine beiden Söhne ohne Nachfahren vor ihm. Daher hatte Johann Moritz nach Wilhelms Tod 1642, auf den Konfessionszweck des väterlichen Testaments sich stützend, von Wilhelms Stammteil Besitz ergriffen und seinen eigenen Anteil seinem jüngeren Bruder Georg Friedrich vertraglich überlassen. Somit erfolgte 1648 eine Drittelung der Grafschaft zwischen Johann Franz Desideratus und Johann Moritz, die beide 1652 in den Reichsfürstenstand erhoben wurden, sowie Georg Friedrich, der erst 1664 den Fürstenhut erhielt.
Als Georg Friedrich 1674 kinderlos starb, eignete Johann Moritz sich unter dem Vorwand, dass er der Bruder, Johann Franz Desideratus aber nur der Neffe des Verstorbenen sei, den ganzen Stammteil von Georg Friedrich an. Diesen hinterließ er 1679, samt seiner eigenen Erbportion, testamentarisch dem Sohn seines 1652 verstorbenen Bruders Heinrich, Wilhelm Moritz von Nassau-Siegen (1649–1691), der damit zwei Drittel der Grafschaft in Besitz nahm. Jedoch war sein Alltag fortan mit Auseinandersetzungen mit der katholischen Linie ausgefüllt.

## Zitate
„Mijn Heere den Prins, GEORGH-FREDERICH, Furst van Nassauvv, Grave van Catzenelnboge, Vyanden ende Diest, Heer tot Bielsteyn, Ridder van den Elephant, en Collonel van een Regiment Peerden. Die Godt wil geven een voorspoedige en vreedzame Regeeringe.“ – Memorandum aus der Druckerei von Hieronymus Canin in Bergen op Zoom, 1664